# Frederik Willem de Klerk
Frederik Willem de Klerk, južnoafriški odvetnik, poslanec in politik, * 18. marec 1936, Johannesburg, † 11. november 2021, Cape Town.
Bil je zadnji predsednik Republike Južne Afrike v času apartheida (1989-1994) in prvi namestnik predsednika Republike Južne Afrike po tej dobi, v času vladavine Nelsona Mandele (1994-1996).
Za svoje delovanje pri končanju apartheida je prejel Nobelovo nagrado za mir.